# علانور-۲
علانور-۲ (به انگلیسی: Alanallur-II) یک منطقهٔ مسکونی در هند است که در کرالا واقع شده‌است.

## خصوصیات
علانور-۲ ۱۰٬۹۹۷ نفر جمعیت دارد.